# La noia dels meus somnis
La noia dels meus somnis (títol original: Thank God He Met Lizzie) és una pel·lícula australiana de 1997, dirigida per Cherie Nowlan. Protagonitzada per Cate Blanchett, Richard Roxburgh i Frances O'Connor en els papers principals.
Guardonada amb el premi Australian Film Institute 1997: a la millor actriu en un paper secundari (Cate Blanchett); i el premi Film Critics Circle of Austràlia 1998: A la millor actriu de repartiment (Cate Blanchet). Va ser el debut de la directora Cherie Nowlan. Ha estat doblada al català.

## Argument
La trama gira al voltant de dues històries. La primera, les properes noces de Lizzie (Cate Blanchett) i Guy (Richard Roxburgh), i la segona, la història en flashback de les relacions sentimentals prèvies de Guy amb Jenny (Frances O'Connor).

## Repartiment
- Richard Roxburgh: Guy Jamieson
- Cate Blanchett: Lizzie
- Frances O'Connor: Jenny
- Linden Wilkinson: Poppy
- John Gaden: Dr. O'Hara
- Genevieve Mooy: Mrs. Jamieson
- Michael K. Ross: Mr. Jamieson
- Melissa Ippolito: Catriona de jove
- Elena Pavli: Catriona de gran
- Craig Rasmus: Dominic
- Rhett Walton: Tony
- Jeanette Cronin: Yvette
- Arthur Angel: George
- Wadih Dona: Angelo
- Celia Ireland: Cheryl